# NDTV 24x7
24×7（トゥエンティーフォー・セブン）は、インドのニューデリーテレビ会社（NDTV）が展開するニュース・報道番組の専門チャンネルである。
タイトルにもある通り、毎日24時間にわたり、インド国内のニュースのほか、世界の時事・社会情勢についての解説放送が行われ、日本ではNHK BS1「ワールドWave」で取り上げられている。
2005年と2006年にはインドテレビアカデミー賞の英語ニュース最優秀賞、2005年にはアジアテレビコンテストで英語ニュース最優秀賞を受賞した実績を持つ。